# Nanaï
Cet article concerne la langue nanaï. Pour le peuple nanaï ou hezhen, voir Nanaïs.
Le nanaï (anciennement, golde) est une langue toungouse parlée en Russie sibérienne, dans les kraïs de Khabarovsk, du Primorie ainsi que dans l'oblast de Sakhaline.
La langue est aussi parlée en Chine, où vivent 1 500 Hezhen (autre nom des Nanaï).
Au recensement de 1979, 55,8 % des 10 500 Nanaïs de Russie parlaient leur langue.

## Phonologie
Les tableaux montrent le système consonantique et vocalique du nanaï parlé en Russie.

### Voyelles
|         | Antérieure | Centrale | Postérieure |
| ------- | ---------- | -------- | ----------- |
| Fermée  | [i] [iː]   |          | u [uː]      |
| Moyenne | [ɪ] [ɪː]   | [ə] [əː] | [o] [oː]    |
| Ouverte |            | [a] [aː] |             |

### Consonnes
|                  | Bilabiale | Dentale | Latérale | Palatale | Vélaire |
| ---------------- | --------- | ------- | -------- | -------- | ------- |
| Occlusive sourde | [p]       | [t]     |          |          | [k]     |
| Occlusive sonore | [b]       | [d]     |          |          | [g]     |
| Fricative sonore |           |         |          |          |         |
| Fricative sourde |           | [s]     |          |          | [x]     |
| Affriquée sourde |           |         |          | [ t͡ʃ ]   |         |
| Affriquée sonore |           |         |          | [ d͡ʒ]    |         |
| Nasale           | [m]       | [n]     |          | [ ɲ]     | [ŋ]     |
| Liquide          |           | [r]     | [l]      |          |         |
| Semi-voyelle     | [w]       |         |          | [j]      |         |

## Sources
- (zh) Chaoke, D.O., Man-Tonggusi zhuyu bijiao yanjiu, Pékin, Minzu Chubanshe, 1997,  (ISBN 7-105-02883-1)
- (ru) Л.И. Cем, Нaнaйский язык, Языки Mиpa. Монголские языки. Тунгусо-маньчжурские языки. Японский язык. Кopейский язык, pp. 173-188, Moscou, Izd. Indrik, 1997,  (ISBN 5-85759-047-7)
- (ja) Shinjirō Kazama, « ナーナイ語の「一致」について (On 'agreement' in Nanay) », 北大言語学研究報告, Sapporo, Faculty of Letters, Hokkaido University, no 5,‎ mars 1994